# Liste des héritiers du trône de Sardaigne
Cet article donne la liste des héritiers du trône de Sardaigne depuis la fondation du royaume de Sardaigne en 1297 jusqu'à son absorption dans le royaume d'Italie en 1861. Les règles de succession ont inclus la loi salique en vertu de la primogéniture agnatique, sauf de 1479 à 1720 lorsque les droits des femmes ont été reconnus. L'aîné des descendants mâles du roi de Sardaigne a porté à partir de 1720 le titre de prince de Piémont, porté par la suite par les héritiers du trône d'Italie.

## Liste des héritiers par dynastie
Le nom de la dynastie indiqué se réfère au souverain alors en place. Les héritiers peuvent appartenir à d'autres dynasties.
Les héritiers qui sont montés par la suite sur le trône sont indiqués en gras.

### Maison de Barcelone (1297-1410)
Avec l'avènement de Jacques II d'Aragon sur le trône de Sardaigne le 4 avril 1297, la liste des héritiers des trônes de Sardaigne et d'Aragon se confond jusqu'à la fondation du royaume d'Espagne le 14 mars 1516. 
| Héritier                                               | Héritier                    | Parenté avec le roi | Devient héritier                           | Cesse d'être héritier                                 | Durée                      | 2e dans l'ordre de succession parenté avec l'héritier, dates    | Roi dates de règne                                                      |
| Portrait                                               | Nom                         | Parenté avec le roi | Devient héritier                           | Cesse d'être héritier                                 | Durée                      | 2e dans l'ordre de succession parenté avec l'héritier, dates    | Roi dates de règne                                                      |
| ------------------------------------------------------ | --------------------------- | ------------------- | ------------------------------------------ | ----------------------------------------------------- | -------------------------- | --------------------------------------------------------------- | ----------------------------------------------------------------------- |
|                                                        | Jacques                     | fils                | 4 avril 1297 avènement de son père         | 22 décembre 1319 renonce à ses droits à la succession | 22 ans, 8 mois et 18 jours | Frédéric, roi de Sicile son oncle (4 avril 1297 - janvier 1299) | Jacques Ier (Jacques II d'Aragon) (4 avril 1297 - 2 novembre 1327)      |
| Alphonse son frère (janvier 1299 - 22 décembre 1319)   | Jacques                     | fils                | 4 avril 1297 avènement de son père         | 22 décembre 1319 renonce à ses droits à la succession | 22 ans, 8 mois et 18 jours |                                                                 | Jacques Ier (Jacques II d'Aragon) (4 avril 1297 - 2 novembre 1327)      |
|                                                        | Alphonse futur Alphonse Ier | fils                | 22 décembre 1319 renonciation de son frère | 2 novembre 1327 son avènement                         | 7 ans, 10 mois et 11 jours | Pierre son fils                                                 | Jacques Ier (Jacques II d'Aragon) (4 avril 1297 - 2 novembre 1327)      |
|                                                        | Pierre futur Pierre Ier     | fils                | 2 novembre 1327 avènement de son père      | 24 janvier 1336 son avènement                         | 8 ans, 2 mois et 22 jours  | Jacques son frère                                               | Alphonse Ier (Alphonse IV d'Aragon) (2 novembre 1327 - 24 janvier 1336) |
|                                                        | Jacques                     | frère               | 24 janvier 1336 avènement de son frère     | 28 avril 1347 naissance de son neveu                  | 11 ans, 3 mois et 4 jours  | Ferdinand son demi-frère (24 janvier 1336 - vers 1340)          | Pierre Ier (Pierre IV d'Aragon) (24 janvier 1336 - 5 janvier 1387)      |
| Pierre son fils (vers 1340 - 28 avril 1347)            | Jacques                     | frère               | 24 janvier 1336 avènement de son frère     | 28 avril 1347 naissance de son neveu                  | 11 ans, 3 mois et 4 jours  |                                                                 | Pierre Ier (Pierre IV d'Aragon) (24 janvier 1336 - 5 janvier 1387)      |
|                                                        | Pierre                      | fils                | 28 avril 1347 sa naissance                 | 28 avril 1347 son décès                               | moins d’un jour            | Jacques son oncle                                               | Pierre Ier (Pierre IV d'Aragon) (24 janvier 1336 - 5 janvier 1387)      |
|                                                        | Jacques                     | frère               | 28 avril 1347 décès de son neveu           | 15 novembre 1347 son décès                            | 6 mois et 18 jours         | Pierre son fils                                                 | Pierre Ier (Pierre IV d'Aragon) (24 janvier 1336 - 5 janvier 1387)      |
|                                                        | Pierre                      | neveu               | 15 novembre 1347 décès de son père         | 27 décembre 1350 naissance de son cousin              | 3 ans, 1 mois et 12 jours  | Ferdinand son oncle                                             | Pierre Ier (Pierre IV d'Aragon) (24 janvier 1336 - 5 janvier 1387)      |
|                                                        | Jean futur Jean Ier         | frère               | 27 décembre 1350 sa naissance              | 5 janvier 1387 son avènement                          | 36 ans et 9 jours          | Pierre son cousin (27 décembre 1350 - 29 juillet 1356)          | Pierre Ier (Pierre IV d'Aragon) (24 janvier 1336 - 5 janvier 1387)      |
| Martin son frère (29 juillet 1356 - 24 juin 1374)      | Jean futur Jean Ier         | frère               | 27 décembre 1350 sa naissance              | 5 janvier 1387 son avènement                          | 36 ans et 9 jours          |                                                                 | Pierre Ier (Pierre IV d'Aragon) (24 janvier 1336 - 5 janvier 1387)      |
| Jacques son fils (24 juin - 22 août 1374)              | Jean futur Jean Ier         | frère               | 27 décembre 1350 sa naissance              | 5 janvier 1387 son avènement                          | 36 ans et 9 jours          |                                                                 | Pierre Ier (Pierre IV d'Aragon) (24 janvier 1336 - 5 janvier 1387)      |
| Martin son frère (22 août 1374 - 23 juillet 1376)      | Jean futur Jean Ier         | frère               | 27 décembre 1350 sa naissance              | 5 janvier 1387 son avènement                          | 36 ans et 9 jours          |                                                                 | Pierre Ier (Pierre IV d'Aragon) (24 janvier 1336 - 5 janvier 1387)      |
| Jean son fils (23 - 31 juillet 1376)                   | Jean futur Jean Ier         | frère               | 27 décembre 1350 sa naissance              | 5 janvier 1387 son avènement                          | 36 ans et 9 jours          |                                                                 | Pierre Ier (Pierre IV d'Aragon) (24 janvier 1336 - 5 janvier 1387)      |
| Martin son frère (31 juillet 1376 - 9 septembre 1377)  | Jean futur Jean Ier         | frère               | 27 décembre 1350 sa naissance              | 5 janvier 1387 son avènement                          | 36 ans et 9 jours          |                                                                 | Pierre Ier (Pierre IV d'Aragon) (24 janvier 1336 - 5 janvier 1387)      |
| Alphonse son fils (9 septembre 1377)                   | Jean futur Jean Ier         | frère               | 27 décembre 1350 sa naissance              | 5 janvier 1387 son avènement                          | 36 ans et 9 jours          |                                                                 | Pierre Ier (Pierre IV d'Aragon) (24 janvier 1336 - 5 janvier 1387)      |
| Martin son frère (9 septembre 1377 - 22 mars 1382)     | Jean futur Jean Ier         | frère               | 27 décembre 1350 sa naissance              | 5 janvier 1387 son avènement                          | 36 ans et 9 jours          |                                                                 | Pierre Ier (Pierre IV d'Aragon) (24 janvier 1336 - 5 janvier 1387)      |
| Jacques son fils (22 mars 1382 - 5 janvier 1387)       | Jean futur Jean Ier         | frère               | 27 décembre 1350 sa naissance              | 5 janvier 1387 son avènement                          | 36 ans et 9 jours          |                                                                 | Pierre Ier (Pierre IV d'Aragon) (24 janvier 1336 - 5 janvier 1387)      |
|                                                        | Jacques                     | fils                | 5 janvier 1387 avènement de son père       | 1er septembre 1388 son décès                          | 1 an, 7 mois et 27 jours   | Martin son oncle                                                | Jean Ier (Jean Ier d'Aragon) (5 janvier 1387 - 19 mai 1396)             |
|                                                        | Martin futur Martin Ier     | frère               | 1er septembre 1388 décès de son neveu      | 18 mars 1389 naissance de son neveu                   | 6 mois et 17 jours         | Martin son fils                                                 | Jean Ier (Jean Ier d'Aragon) (5 janvier 1387 - 19 mai 1396)             |
|                                                        | Ferdinand                   | fils                | 18 mars 1389 sa naissance                  | octobre 1389 son décès                                | environ 7 mois             | Martin son oncle                                                | Jean Ier (Jean Ier d'Aragon) (5 janvier 1387 - 19 mai 1396)             |
|                                                        | Martin futur Martin Ier     | frère               | octobre 1389 décès de son neveu            | 13 janvier 1394 naissance de son neveu                | environ 4 ans et 3 mois    | Martin, roi de Sicile son fils                                  | Jean Ier (Jean Ier d'Aragon) (5 janvier 1387 - 19 mai 1396)             |
|                                                        | Pierre                      | fils                | 13 janvier 1394 sa naissance               | 13 janvier 1394 son décès                             | moins d’un jour            | Martin son oncle                                                | Jean Ier (Jean Ier d'Aragon) (5 janvier 1387 - 19 mai 1396)             |
|                                                        | Martin futur Martin Ier     | frère               | 13 janvier 1394 décès de son neveu         | 19 mai 1396 son avènement                             | 2 ans, 4 mois et 6 jours   | Martin, roi de Sicile son fils                                  | Jean Ier (Jean Ier d'Aragon) (5 janvier 1387 - 19 mai 1396)             |
|                                                        | Martin, roi de Sicile       | fils                | 19 mai 1396 avènement de son père          | 25 juillet 1409 son décès                             | 13 ans, 2 mois et 6 jours  | Pierre son cousin (19 mai 1396 - 17 novembre 1398)              | Martin Ier (Martin Ier d'Aragon) (19 mai 1396 - 31 mai 1410)            |
| Pierre son fils (17 novembre 1398 - 8 novembre 1400)   | Martin, roi de Sicile       | fils                | 19 mai 1396 avènement de son père          | 25 juillet 1409 son décès                             | 13 ans, 2 mois et 6 jours  |                                                                 | Martin Ier (Martin Ier d'Aragon) (19 mai 1396 - 31 mai 1410)            |
| Pierre son cousin (8 novembre 1400 - 17 décembre 1406) | Martin, roi de Sicile       | fils                | 19 mai 1396 avènement de son père          | 25 juillet 1409 son décès                             | 13 ans, 2 mois et 6 jours  |                                                                 | Martin Ier (Martin Ier d'Aragon) (19 mai 1396 - 31 mai 1410)            |
| Martin son fils (17 décembre 1406 - août 1407)         | Martin, roi de Sicile       | fils                | 19 mai 1396 avènement de son père          | 25 juillet 1409 son décès                             | 13 ans, 2 mois et 6 jours  |                                                                 | Martin Ier (Martin Ier d'Aragon) (19 mai 1396 - 31 mai 1410)            |
| Pierre son cousin (août 1407 - juin 1408)              | Martin, roi de Sicile       | fils                | 19 mai 1396 avènement de son père          | 25 juillet 1409 son décès                             | 13 ans, 2 mois et 6 jours  |                                                                 | Martin Ier (Martin Ier d'Aragon) (19 mai 1396 - 31 mai 1410)            |
| Jacques son cousin (juin 1408 - 25 juillet 1409)       | Martin, roi de Sicile       | fils                | 19 mai 1396 avènement de son père          | 25 juillet 1409 son décès                             | 13 ans, 2 mois et 6 jours  |                                                                 | Martin Ier (Martin Ier d'Aragon) (19 mai 1396 - 31 mai 1410)            |
|                                                        | Jacques                     | cousin              | 25 juillet 1409 décès de son cousin        | 31 mai 1410 début de l'Interrègne aragonais           | 10 mois et 6 jours         | Alphonse son cousin                                             | Martin Ier (Martin Ier d'Aragon) (19 mai 1396 - 31 mai 1410)            |

### Maison de Trastamare (1412-1555)
Avec l'avènement de Ferdinand II sur le trône de Haute-Navarre le 23 mars 1513, la liste des héritiers des trônes de Sardaigne et de Haute-Navarre se confond jusqu'à la déchéance de Philippe IV de Sardaigne le 13 août 1708. La liste des héritiers des trônes de Sardaigne et d'Espagne se confond également à compter de l'avènement de Jeanne Ire et de Charles Ier le 14 mars 1516 jusqu'à la déchéance de Philippe IV.
| Héritier                                        | Héritier                                       | Parenté avec le roi | Devient héritier                          | Cesse d'être héritier                  | Durée                      | 2e dans l'ordre de succession parenté avec l'héritier, dates                  | Roi dates de règne                                                       |
| Portrait                                        | Nom                                            | Parenté avec le roi | Devient héritier                          | Cesse d'être héritier                  | Durée                      | 2e dans l'ordre de succession parenté avec l'héritier, dates                  | Roi dates de règne                                                       |
| ----------------------------------------------- | ---------------------------------------------- | ------------------- | ----------------------------------------- | -------------------------------------- | -------------------------- | ----------------------------------------------------------------------------- | ------------------------------------------------------------------------ |
|                                                 | Alphonse futur Alphonse II                     | fils                | 28 juin 1412 avènement de son père        | 2 avril 1416 son avènement             | 3 ans, 9 mois et 5 jours   | Jean son frère                                                                | Ferdinand Ier (Ferdinand Ier d'Aragon) (28 juin 1412 - 2 avril 1416)     |
|                                                 | Jean, roi de Navarre futur Jean II             | frère               | 2 avril 1416 avènement de son frère       | 27 juin 1458 son avènement             | 42 ans, 2 mois et 25 jours | Henri son frère (2 avril 1416 - 29 mai 1421)                                  | Alphonse II (Alphonse V d'Aragon) (2 avril 1416 - 27 juin 1458)          |
| Charles son fils (29 mai 1421 - 27 juin 1458)   | Jean, roi de Navarre futur Jean II             | frère               | 2 avril 1416 avènement de son frère       | 27 juin 1458 son avènement             | 42 ans, 2 mois et 25 jours |                                                                               | Alphonse II (Alphonse V d'Aragon) (2 avril 1416 - 27 juin 1458)          |
|                                                 | Charles                                        | fils                | 27 juin 1458 avènement de son père        | 23 septembre 1461 son décès            | 3 ans, 2 mois et 27 jours  | Ferdinand son demi-frère                                                      | Jean II (Jean II d'Aragon) (27 juin 1458 - 19 janvier 1479)              |
|                                                 | Ferdinand, roi de Castille future Ferdinand II | fils                | 23 septembre 1461 décès de son demi-frère | 19 janvier 1479 son avènement          | 17 ans, 3 mois et 27 jours | Henri son cousin (23 septembre 1461 - 30 juin 1478)                           | Jean II (Jean II d'Aragon) (27 juin 1458 - 19 janvier 1479)              |
| Jean son fils (30 juin 1478 - 19 janvier 1479)  | Ferdinand, roi de Castille future Ferdinand II | fils                | 23 septembre 1461 décès de son demi-frère | 19 janvier 1479 son avènement          | 17 ans, 3 mois et 27 jours |                                                                               | Jean II (Jean II d'Aragon) (27 juin 1458 - 19 janvier 1479)              |
|                                                 | Jean                                           | fils                | 19 janvier 1479 avènement de son père     | 4 octobre 1497 son décès               | 18 ans, 8 mois et 15 jours | Isabelle, reine de Portugal sa sœur                                           | Ferdinand II (Ferdinand II d'Aragon) (19 janvier 1479 - 23 janvier 1516) |
|                                                 | Isabelle, reine de Portugal                    | fille               | 4 octobre 1497 décès de son frère         | 23 août 1498 son décès                 | 10 mois et 19 jours        | Jeanne, duchesse de Bourgogne sa sœur                                         | Ferdinand II (Ferdinand II d'Aragon) (19 janvier 1479 - 23 janvier 1516) |
|                                                 | Michel de Portugal                             | petit-fils          | 23 août 1498 sa naissance                 | 19 juillet 1500 son décès              | 1 an, 10 mois et 26 jours  | Jeanne, duchesse de Bourgogne sa tante                                        | Ferdinand II (Ferdinand II d'Aragon) (19 janvier 1479 - 23 janvier 1516) |
|                                                 | Jeanne, reine de Castille future Jeanne Ire    | fille               | 19 juillet 1500 décès de son neveu        | 3 mai 1509 naissance de son demi-frère | 8 ans, 9 mois et 14 jours  | Charles son fils                                                              | Ferdinand II (Ferdinand II d'Aragon) (19 janvier 1479 - 23 janvier 1516) |
|                                                 | Jean                                           | fils                | 3 mai 1509 sa naissance                   | 3 mai 1509 son décès                   | moins d’un jour            | Jeanne, reine de Castille sa demi-sœur                                        | Ferdinand II (Ferdinand II d'Aragon) (19 janvier 1479 - 23 janvier 1516) |
|                                                 | Jeanne, reine de Castille future Jeanne Ire    | fille               | 3 mai 1509 décès de son demi-frère        | 23 janvier 1516 son avènement          | 6 ans, 8 mois et 20 jours  | Charles son fils                                                              | Ferdinand II (Ferdinand II d'Aragon) (19 janvier 1479 - 23 janvier 1516) |
|                                                 | Charles Ier                                    | fils                | 23 janvier 1516 avènement de sa mère      | 14 mars 1516 devient seul monarque     | 39 ans, 2 mois et 20 jours | Ferdinand, roi de Hongrie et de Bohême son frère (14 mars 1516 - 21 mai 1527) | Jeanne Ire (Jeanne Ire d'Espagne) (23 janvier 1516 - 12 avril 1555)      |
| Philippe son fils (21 mai 1527 - 12 avril 1555) | Charles Ier                                    | fils                | 23 janvier 1516 avènement de sa mère      | 14 mars 1516 devient seul monarque     | 39 ans, 2 mois et 20 jours |                                                                               | Jeanne Ire (Jeanne Ire d'Espagne) (23 janvier 1516 - 12 avril 1555)      |

### Maison de Habsbourg en Espagne (1516-1700)
Avec l'avènement de Philippe Ier sur le trône de Portugal le 12 septembre 1580, la liste des héritiers des trônes de Sardaigne et de Portugal se confond jusqu'à la déchéance de Philippe III de Portugal le 1er décembre 1640.
| Héritier | Héritier                                          | Parenté avec le monarque | Devient héritier                                               | Cesse d'être héritier                                                | Durée                       | 2e dans l'ordre de succession parenté avec l'héritier, dates                                     | Nom du monarque dates de règne                                             |
| Portrait | Nom                                               | Parenté avec le monarque | Devient héritier                                               | Cesse d'être héritier                                                | Durée                       | 2e dans l'ordre de succession parenté avec l'héritier, dates                                     | Nom du monarque dates de règne                                             |
| --- | ------------------------------------------------- | ------------------------ | -------------------------------------------------------------- | -------------------------------------------------------------------- | --------------------------- | ------------------------------------------------------------------------------------------------ | -------------------------------------------------------------------------- |
| | Ferdinand, roi de Hongrie et de Bohême            | frère                    | 14 mars 1516 avènement de son frère                            | 21 mai 1527 naissance de son neveu                                   | 11 ans, 2 mois et 7 jours   | Éléonore, reine de Portugal sa sœur (14 mars 1516 - 9 juillet 1526)                              | Charles Ier (Charles Ier d'Espagne) (14 mars 1516 - 16 janvier 1556)       |
| Élisabeth sa fille (9 juillet 1526 - 21 mai 1527) | Ferdinand, roi de Hongrie et de Bohême            | frère                    | 14 mars 1516 avènement de son frère                            | 21 mai 1527 naissance de son neveu                                   | 11 ans, 2 mois et 7 jours   |                                                                                                  | Charles Ier (Charles Ier d'Espagne) (14 mars 1516 - 16 janvier 1556)       |
| | Philippe futur Philippe Ier                       | fils                     | 21 mai 1527 sa naissance                                       | 16 janvier 1556 son avènement                                        | 28 ans, 7 mois et 26 jours  | Ferdinand, roi de Hongrie et de Bohême son oncle (21 mai 1527 - 21 juin 1528)                    | Charles Ier (Charles Ier d'Espagne) (14 mars 1516 - 16 janvier 1556)       |
| Marie sa sœur (21 juin 1528 - 22 novembre 1529) | Philippe futur Philippe Ier                       | fils                     | 21 mai 1527 sa naissance                                       | 16 janvier 1556 son avènement                                        | 28 ans, 7 mois et 26 jours  |                                                                                                  | Charles Ier (Charles Ier d'Espagne) (14 mars 1516 - 16 janvier 1556)       |
| Ferdinand son frère (22 novembre 1529 - 13 juillet 1530) | Philippe futur Philippe Ier                       | fils                     | 21 mai 1527 sa naissance                                       | 16 janvier 1556 son avènement                                        | 28 ans, 7 mois et 26 jours  |                                                                                                  | Charles Ier (Charles Ier d'Espagne) (14 mars 1516 - 16 janvier 1556)       |
| Marie sa sœur (13 juillet 1530 - 19 octobre 1537) | Philippe futur Philippe Ier                       | fils                     | 21 mai 1527 sa naissance                                       | 16 janvier 1556 son avènement                                        | 28 ans, 7 mois et 26 jours  |                                                                                                  | Charles Ier (Charles Ier d'Espagne) (14 mars 1516 - 16 janvier 1556)       |
| Jean son frère (19 octobre 1537 - 20 mars 1538) | Philippe futur Philippe Ier                       | fils                     | 21 mai 1527 sa naissance                                       | 16 janvier 1556 son avènement                                        | 28 ans, 7 mois et 26 jours  |                                                                                                  | Charles Ier (Charles Ier d'Espagne) (14 mars 1516 - 16 janvier 1556)       |
| Marie sa sœur (20 mars 1538 - 8 juillet 1545) | Philippe futur Philippe Ier                       | fils                     | 21 mai 1527 sa naissance                                       | 16 janvier 1556 son avènement                                        | 28 ans, 7 mois et 26 jours  |                                                                                                  | Charles Ier (Charles Ier d'Espagne) (14 mars 1516 - 16 janvier 1556)       |
| Charles son fils (8 juillet 1545 - 16 janvier 1556) | Philippe futur Philippe Ier                       | fils                     | 21 mai 1527 sa naissance                                       | 16 janvier 1556 son avènement                                        | 28 ans, 7 mois et 26 jours  |                                                                                                  | Charles Ier (Charles Ier d'Espagne) (14 mars 1516 - 16 janvier 1556)       |
| | Charles                                           | fils                     | 16 janvier 1556 avènement de son père                          | 24 juillet 1568 son décès                                            | 12 ans, 6 mois et 8 jours   | Marie, impératrice du Saint-Empire sa tante (16 janvier 1556 - 12 août 1566)                     | Philippe Ier (Philippe II d'Espagne) (16 janvier 1556 - 13 septembre 1598) |
| Isabelle-Claire-Eugénie sa demi-sœur (12 août 1566 - 24 juillet 1568) | Charles                                           | fils                     | 16 janvier 1556 avènement de son père                          | 24 juillet 1568 son décès                                            | 12 ans, 6 mois et 8 jours   |                                                                                                  | Philippe Ier (Philippe II d'Espagne) (16 janvier 1556 - 13 septembre 1598) |
| | Isabelle-Claire-Eugénie                           | fille                    | 24 juillet 1568 décès de son demi-frère                        | 4 décembre 1571 naissance de son demi-frère                          | 3 ans, 4 mois et 10 jours   | Catherine-Michelle sa sœur                                                                       | Philippe Ier (Philippe II d'Espagne) (16 janvier 1556 - 13 septembre 1598) |
| | Ferdinand                                         | fils                     | 4 décembre 1571 sa naissance                                   | 18 octobre 1578 son décès                                            | 6 ans, 10 mois et 14 jours  | Isabelle-Claire-Eugénie sa demi-sœur (4 décembre 1571 - 12 août 1573)                            | Philippe Ier (Philippe II d'Espagne) (16 janvier 1556 - 13 septembre 1598) |
| Charles son frère (12 août 1573 - 30 juin 1575) | Ferdinand                                         | fils                     | 4 décembre 1571 sa naissance                                   | 18 octobre 1578 son décès                                            | 6 ans, 10 mois et 14 jours  |                                                                                                  | Philippe Ier (Philippe II d'Espagne) (16 janvier 1556 - 13 septembre 1598) |
| Isabelle-Claire-Eugénie sa demi-sœur (30 juin - 15 août 1575) | Ferdinand                                         | fils                     | 4 décembre 1571 sa naissance                                   | 18 octobre 1578 son décès                                            | 6 ans, 10 mois et 14 jours  |                                                                                                  | Philippe Ier (Philippe II d'Espagne) (16 janvier 1556 - 13 septembre 1598) |
| Diègue son frère (15 août 1575 - 18 octobre 1578) | Ferdinand                                         | fils                     | 4 décembre 1571 sa naissance                                   | 18 octobre 1578 son décès                                            | 6 ans, 10 mois et 14 jours  |                                                                                                  | Philippe Ier (Philippe II d'Espagne) (16 janvier 1556 - 13 septembre 1598) |
| | Diègue                                            | fils                     | 18 octobre 1578 décès de son frère                             | 21 novembre 1582 son décès                                           | 4 ans, 1 mois et 3 jours    | Philippe son frère                                                                               | Philippe Ier (Philippe II d'Espagne) (16 janvier 1556 - 13 septembre 1598) |
| | Philippe futur Philippe II                        | fils                     | 21 novembre 1582 décès de son frère                            | 13 septembre 1598 son avènement                                      | 15 ans, 9 mois et 23 jours  | Isabelle-Claire-Eugénie, souveraine des Pays-Bas sa demi-sœur                                    | Philippe Ier (Philippe II d'Espagne) (16 janvier 1556 - 13 septembre 1598) |
| | Isabelle-Claire-Eugénie, souveraine des Pays-Bas  | demi-sœur                | 13 septembre 1598 avènement de son demi-frère                  | 22 septembre 1601 naissance de sa nièce                              | 3 ans et 9 jours            | Philippe-Emmanuel de Savoie son neveu                                                            | Philippe II (Philippe III d'Espagne) (13 septembre 1598 - 31 mars 1621)    |
| | Anne                                              | fille                    | 22 septembre 1601 sa naissance                                 | 8 avril 1605 naissance de son frère                                  | 3 ans, 6 mois et 17 jours   | Isabelle-Claire-Eugénie, souveraine des Pays-Bas sa tante (22 septembre 1601 - 1er février 1603) | Philippe II (Philippe III d'Espagne) (13 septembre 1598 - 31 mars 1621)    |
| Marie sa sœur (1er - 2 février 1603) | Anne                                              | fille                    | 22 septembre 1601 sa naissance                                 | 8 avril 1605 naissance de son frère                                  | 3 ans, 6 mois et 17 jours   |                                                                                                  | Philippe II (Philippe III d'Espagne) (13 septembre 1598 - 31 mars 1621)    |
| Isabelle-Claire-Eugénie, souveraine des Pays-Bas sa tante (2 février 1603 - 8 avril 1605) | Anne                                              | fille                    | 22 septembre 1601 sa naissance                                 | 8 avril 1605 naissance de son frère                                  | 3 ans, 6 mois et 17 jours   |                                                                                                  | Philippe II (Philippe III d'Espagne) (13 septembre 1598 - 31 mars 1621)    |
| | Philippe futur Philippe III                       | fils                     | 8 avril 1605 sa naissance                                      | 31 mars 1621 son avènement                                           | 15 ans, 11 mois et 23 jours | Anne sa sœur (8 avril 1605 - 15 septembre 1607)                                                  | Philippe II (Philippe III d'Espagne) (13 septembre 1598 - 31 mars 1621)    |
| Charles son frère (15 septembre 1607 - 31 mars 1621) | Philippe futur Philippe III                       | fils                     | 8 avril 1605 sa naissance                                      | 31 mars 1621 son avènement                                           | 15 ans, 11 mois et 23 jours |                                                                                                  | Philippe II (Philippe III d'Espagne) (13 septembre 1598 - 31 mars 1621)    |
| | Charles                                           | frère                    | 31 mars 1621 avènement de son frère                            | 14 août 1621 naissance de sa nièce                                   | 4 mois et 14 jours          | Ferdinand son frère                                                                              | Philippe III (Philippe IV d'Espagne) (31 mars 1621 - 17 septembre 1665)    |
| | Marie-Marguerite                                  | fille                    | 14 août 1621 sa naissance                                      | 15 août 1621 son décès                                               | 1 jour                      | Charles son oncle                                                                                | Philippe III (Philippe IV d'Espagne) (31 mars 1621 - 17 septembre 1665)    |
| | Charles                                           | frère                    | 15 août 1621 décès de sa nièce                                 | 25 novembre 1623 naissance de sa nièce                               | 2 ans, 3 mois et 10 jours   | Ferdinand son frère                                                                              | Philippe III (Philippe IV d'Espagne) (31 mars 1621 - 17 septembre 1665)    |
| | Marguerite-Marie-Catherine                        | fille                    | 25 novembre 1623 sa naissance                                  | 22 décembre 1623 son décès                                           | 27 jours                    | Charles son oncle                                                                                | Philippe III (Philippe IV d'Espagne) (31 mars 1621 - 17 septembre 1665)    |
| | Charles                                           | frère                    | 22 décembre 1623 décès de sa nièce                             | 21 novembre 1625 naissance de sa nièce                               | 1 an, 10 mois et 30 jours   | Ferdinand son frère                                                                              | Philippe III (Philippe IV d'Espagne) (31 mars 1621 - 17 septembre 1665)    |
| | Marie-Eugénie                                     | fille                    | 21 novembre 1625 sa naissance                                  | 21 août 1627 son décès                                               | 1 an et 9 mois              | Charles son oncle                                                                                | Philippe III (Philippe IV d'Espagne) (31 mars 1621 - 17 septembre 1665)    |
| | Charles                                           | frère                    | 21 août 1627 décès de sa nièce                                 | 31 octobre 1627 naissance de sa nièce                                | 2 mois et 10 jours          | Ferdinand son frère                                                                              | Philippe III (Philippe IV d'Espagne) (31 mars 1621 - 17 septembre 1665)    |
| | Isabelle-Marie-Thérèse                            | fille                    | 31 octobre 1627 sa naissance                                   | 1er novembre 1627 son décès                                          | 1 jour                      | Charles son oncle                                                                                | Philippe III (Philippe IV d'Espagne) (31 mars 1621 - 17 septembre 1665)    |
| | Charles                                           | frère                    | 1er novembre 1627 décès de sa nièce                            | 17 octobre 1629 naissance de son neveu                               | 1 an, 11 mois et 16 jours   | Ferdinand son frère                                                                              | Philippe III (Philippe IV d'Espagne) (31 mars 1621 - 17 septembre 1665)    |
| | Balthazar-Charles                                 | fils                     | 17 octobre 1629 sa naissance                                   | 9 octobre 1646 son décès                                             | 16 ans, 11 mois et 22 jours | Charles son oncle (17 octobre 1629 - 30 juillet 1632)                                            | Philippe III (Philippe IV d'Espagne) (31 mars 1621 - 17 septembre 1665)    |
| Ferdinand son oncle (30 juillet 1632 - 12 mars 1634) | Balthazar-Charles                                 | fils                     | 17 octobre 1629 sa naissance                                   | 9 octobre 1646 son décès                                             | 16 ans, 11 mois et 22 jours |                                                                                                  | Philippe III (Philippe IV d'Espagne) (31 mars 1621 - 17 septembre 1665)    |
| François-Ferdinand son frère (12 mars 1634) | Balthazar-Charles                                 | fils                     | 17 octobre 1629 sa naissance                                   | 9 octobre 1646 son décès                                             | 16 ans, 11 mois et 22 jours |                                                                                                  | Philippe III (Philippe IV d'Espagne) (31 mars 1621 - 17 septembre 1665)    |
| Ferdinand son oncle (12 mars 1634 - 17 janvier 1636) | Balthazar-Charles                                 | fils                     | 17 octobre 1629 sa naissance                                   | 9 octobre 1646 son décès                                             | 16 ans, 11 mois et 22 jours |                                                                                                  | Philippe III (Philippe IV d'Espagne) (31 mars 1621 - 17 septembre 1665)    |
| Marie-Anne sa sœur (17 janvier - 5 décembre 1636) | Balthazar-Charles                                 | fils                     | 17 octobre 1629 sa naissance                                   | 9 octobre 1646 son décès                                             | 16 ans, 11 mois et 22 jours |                                                                                                  | Philippe III (Philippe IV d'Espagne) (31 mars 1621 - 17 septembre 1665)    |
| Ferdinand son oncle (5 décembre 1636 - 10 septembre 1638) | Balthazar-Charles                                 | fils                     | 17 octobre 1629 sa naissance                                   | 9 octobre 1646 son décès                                             | 16 ans, 11 mois et 22 jours |                                                                                                  | Philippe III (Philippe IV d'Espagne) (31 mars 1621 - 17 septembre 1665)    |
| Marie-Thérèse sa sœur (10 septembre 1638 - 9 octobre 1646) | Balthazar-Charles                                 | fils                     | 17 octobre 1629 sa naissance                                   | 9 octobre 1646 son décès                                             | 16 ans, 11 mois et 22 jours |                                                                                                  | Philippe III (Philippe IV d'Espagne) (31 mars 1621 - 17 septembre 1665)    |
| | Marie-Thérèse                                     | fille                    | 9 octobre 1646 décès de son frère                              | 28 novembre 1657 naissance de son demi-frère                         | 11 ans, 1 mois et 19 jours  | Ferdinand, roi de Germanie son cousin (9 octobre 1646 - 12 juillet 1651)                         | Philippe III (Philippe IV d'Espagne) (31 mars 1621 - 17 septembre 1665)    |
| Marguerite-Thérèse sa demi-sœur (12 juillet 1651 - 28 novembre 1657) | Marie-Thérèse                                     | fille                    | 9 octobre 1646 décès de son frère                              | 28 novembre 1657 naissance de son demi-frère                         | 11 ans, 1 mois et 19 jours  |                                                                                                  | Philippe III (Philippe IV d'Espagne) (31 mars 1621 - 17 septembre 1665)    |
| | Philippe-Prosper                                  | fils                     | 28 novembre 1657 sa naissance                                  | 1er novembre 1661 son décès                                          | 3 ans, 11 mois et 4 jours   | Marie-Thérèse sa demi-sœur (28 novembre 1657 - 23 décembre 1658)                                 | Philippe III (Philippe IV d'Espagne) (31 mars 1621 - 17 septembre 1665)    |
| Ferdinand-Thomas-Charles son frère (23 décembre 1658 - 22 octobre 1659) | Philippe-Prosper                                  | fils                     | 28 novembre 1657 sa naissance                                  | 1er novembre 1661 son décès                                          | 3 ans, 11 mois et 4 jours   |                                                                                                  | Philippe III (Philippe IV d'Espagne) (31 mars 1621 - 17 septembre 1665)    |
| Marie-Thérèse sa demi-sœur (22 octobre 1659 - 9 juin 1660) | Philippe-Prosper                                  | fils                     | 28 novembre 1657 sa naissance                                  | 1er novembre 1661 son décès                                          | 3 ans, 11 mois et 4 jours   |                                                                                                  | Philippe III (Philippe IV d'Espagne) (31 mars 1621 - 17 septembre 1665)    |
| succession incertaine (9 juin 1660 - 1er novembre 1661) | Philippe-Prosper                                  | fils                     | 28 novembre 1657 sa naissance                                  | 1er novembre 1661 son décès                                          | 3 ans, 11 mois et 4 jours   |                                                                                                  | Philippe III (Philippe IV d'Espagne) (31 mars 1621 - 17 septembre 1665)    |
| Succession incertaine (1er novembre 1661 - 16 novembre 1700) : pour la maison capétienne de Bourbon, qui tenait la renonciation de Marie-Thérèse au trône d'Espagne en 1660 comme nulle et s'appuyait sur le testament de Charles II, la succession s'établissait comme suit       |                                                   |                          |                                                                |                                                                      |                             |                                                                                                  |                                                                            |
| | Marie-Thérèse, reine de France                    | fille                    | 1er novembre 1661 décès de son demi-frère                      | 6 novembre 1661 naissance de son demi-frère                          | 5 jours                     | Louis de France son fils                                                                         | Philippe III (Philippe IV d'Espagne) (31 mars 1621 - 17 septembre 1665)    |
| | Charles futur Charles II                          | fils                     | 6 novembre 1661 sa naissance                                   | 17 septembre 1665 son avènement                                      | 3 ans, 10 mois et 11 jours  | Marie-Thérèse, reine de France sa demi-sœur                                                      | Philippe III (Philippe IV d'Espagne) (31 mars 1621 - 17 septembre 1665)    |
| | Marie-Thérèse, reine de France                    | demi-sœur                | 17 septembre 1665 avènement de son demi-frère                  | 30 juillet 1683 son décès                                            | 17 ans, 10 mois et 13 jours | Louis de France son fils                                                                         | Charles II (Charles II d'Espagne) (17 septembre 1665 - 1er novembre 1700)  |
| | Louis de France                                   | neveu                    | 30 juillet 1683 décès de sa mère                               | 2 octobre 1700 exclu de la succession par le testament de Charles II | 17 ans, 2 mois et 2 jours   | Louis de France son fils                                                                         | Charles II (Charles II d'Espagne) (17 septembre 1665 - 1er novembre 1700)  |
| | Philippe de France futur Philippe IV              | petit-neveu              | 2 octobre 1700 désigné héritier par le testament de Charles II | 16 novembre 1700 son avènement                                       | 1 mois et 14 jours          | Charles de France son frère                                                                      | Charles II (Charles II d'Espagne) (17 septembre 1665 - 1er novembre 1700)  |
| Succession incertaine (1er novembre 1661 - 16 novembre 1700) : pour la maison de Habsbourg d'Autriche, qui tenait la renonciation de Marie-Thérèse au trône d'Espagne en 1660 comme valable et s'appuyait sur le testament de Philippe III, la succession s'établissait comme suit |                                                   |                          |                                                                |                                                                      |                             |                                                                                                  |                                                                            |
| | Marguerite-Thérèse                                | fille                    | 1er novembre 1661 décès de son frère                           | 6 novembre 1661 naissance de son frère                               | 5 jours                     | Léopold, empereur du Saint-Empire son cousin                                                     | Philippe III (Philippe IV d'Espagne) (31 mars 1621 - 17 septembre 1665)    |
| | Charles futur Charles II                          | fils                     | 6 novembre 1661 sa naissance                                   | 17 septembre 1665 son avènement                                      | 3 ans, 10 mois et 11 jours  | Marguerite-Thérèse sa sœur                                                                       | Philippe III (Philippe IV d'Espagne) (31 mars 1621 - 17 septembre 1665)    |
| | Marguerite-Thérèse, impératrice du Saint-Empire   | sœur                     | 17 septembre 1665 avènement de son frère                       | 12 mars 1673 son décès                                               | 7 ans, 5 mois et 23 jours   | Léopold, empereur du Saint-Empire son cousin (17 septembre 1665 - 28 septembre 1667)             | Charles II (Charles II d'Espagne) (17 septembre 1665 - 1er novembre 1700)  |
| Ferdinand-Venceslas d'Autriche son fils (28 septembre 1667 - 13 janvier 1668) | Marguerite-Thérèse, impératrice du Saint-Empire   | sœur                     | 17 septembre 1665 avènement de son frère                       | 12 mars 1673 son décès                                               | 7 ans, 5 mois et 23 jours   |                                                                                                  | Charles II (Charles II d'Espagne) (17 septembre 1665 - 1er novembre 1700)  |
| Léopold, empereur du Saint-Empire son cousin (13 janvier 1668 - 18 janvier 1669) | Marguerite-Thérèse, impératrice du Saint-Empire   | sœur                     | 17 septembre 1665 avènement de son frère                       | 12 mars 1673 son décès                                               | 7 ans, 5 mois et 23 jours   |                                                                                                  | Charles II (Charles II d'Espagne) (17 septembre 1665 - 1er novembre 1700)  |
| Marie-Antoinette d'Autriche sa fille (18 janvier 1669 - 20 février 1670) | Marguerite-Thérèse, impératrice du Saint-Empire   | sœur                     | 17 septembre 1665 avènement de son frère                       | 12 mars 1673 son décès                                               | 7 ans, 5 mois et 23 jours   |                                                                                                  | Charles II (Charles II d'Espagne) (17 septembre 1665 - 1er novembre 1700)  |
| Jean-Léopold d'Autriche (20 février 1670) | Marguerite-Thérèse, impératrice du Saint-Empire   | sœur                     | 17 septembre 1665 avènement de son frère                       | 12 mars 1673 son décès                                               | 7 ans, 5 mois et 23 jours   |                                                                                                  | Charles II (Charles II d'Espagne) (17 septembre 1665 - 1er novembre 1700)  |
| Marie-Antoinette d'Autriche sa fille (20 février 1670 - 12 mars 1673) | Marguerite-Thérèse, impératrice du Saint-Empire   | sœur                     | 17 septembre 1665 avènement de son frère                       | 12 mars 1673 son décès                                               | 7 ans, 5 mois et 23 jours   |                                                                                                  | Charles II (Charles II d'Espagne) (17 septembre 1665 - 1er novembre 1700)  |
| | Marie-Antoinette d'Autriche, électrice de Bavière | nièce                    | 12 mars 1673 décès de sa mère                                  | 24 décembre 1692 son décès                                           | 19 ans, 9 mois et 12 jours  | Léopold, empereur du Saint-Empire son père (12 mars 1673 - 22 mai 1689)                          | Charles II (Charles II d'Espagne) (17 septembre 1665 - 1er novembre 1700)  |
| Léopold-Ferdinand de Bavière son fils (22 mai 1689) | Marie-Antoinette d'Autriche, électrice de Bavière | nièce                    | 12 mars 1673 décès de sa mère                                  | 24 décembre 1692 son décès                                           | 19 ans, 9 mois et 12 jours  |                                                                                                  | Charles II (Charles II d'Espagne) (17 septembre 1665 - 1er novembre 1700)  |
| Léopold, empereur du Saint-Empire son père (22 mai 1689 - 19 novembre 1690) | Marie-Antoinette d'Autriche, électrice de Bavière | nièce                    | 12 mars 1673 décès de sa mère                                  | 24 décembre 1692 son décès                                           | 19 ans, 9 mois et 12 jours  |                                                                                                  | Charles II (Charles II d'Espagne) (17 septembre 1665 - 1er novembre 1700)  |
| Antoine de Bavière son fils (19 novembre 1690) | Marie-Antoinette d'Autriche, électrice de Bavière | nièce                    | 12 mars 1673 décès de sa mère                                  | 24 décembre 1692 son décès                                           | 19 ans, 9 mois et 12 jours  |                                                                                                  | Charles II (Charles II d'Espagne) (17 septembre 1665 - 1er novembre 1700)  |
| Léopold, empereur du Saint-Empire son père (19 novembre 1690 - 28 octobre 1692) | Marie-Antoinette d'Autriche, électrice de Bavière | nièce                    | 12 mars 1673 décès de sa mère                                  | 24 décembre 1692 son décès                                           | 19 ans, 9 mois et 12 jours  |                                                                                                  | Charles II (Charles II d'Espagne) (17 septembre 1665 - 1er novembre 1700)  |
| Joseph-Ferdinand de Bavière son fils (28 octobre - 24 décembre 1692) | Marie-Antoinette d'Autriche, électrice de Bavière | nièce                    | 12 mars 1673 décès de sa mère                                  | 24 décembre 1692 son décès                                           | 19 ans, 9 mois et 12 jours  |                                                                                                  | Charles II (Charles II d'Espagne) (17 septembre 1665 - 1er novembre 1700)  |
| | Joseph-Ferdinand de Bavière                       | petit-neveu              | 24 décembre 1692 décès de sa mère                              | 6 février 1699 son décès                                             | 6 ans, 1 mois et 13 jours   | Léopold, empereur du Saint-Empire son grand-père                                                 | Charles II (Charles II d'Espagne) (17 septembre 1665 - 1er novembre 1700)  |
| | Léopold, empereur du Saint-Empire                 | cousin                   | 6 février 1699 décès de son petit-fils                         | 16 novembre 1700 avènement de Philippe IV                            | 1 an, 9 mois et 10 jours    | Joseph, roi des Romains son fils                                                                 | Charles II (Charles II d'Espagne) (17 septembre 1665 - 1er novembre 1700)  |

### Maison capétienne de Bourbon-Anjou (1700-1708)
| Héritier | Héritier | Parenté avec le roi | Devient héritier                        | Cesse d'être héritier                 | Durée                    | 2e dans l'ordre de succession parenté avec l'héritier, dates | Roi dates de règne                                                   |
| Portrait | Nom      | Parenté avec le roi | Devient héritier                        | Cesse d'être héritier                 | Durée                    | 2e dans l'ordre de succession parenté avec l'héritier, dates | Roi dates de règne                                                   |
| -------- | -------- | ------------------- | --------------------------------------- | ------------------------------------- | ------------------------ | ------------------------------------------------------------ | -------------------------------------------------------------------- |
|          | Charles  | frère               | 16 novembre 1700 avènement de son frère | 25 août 1707 naissance de son neveu   | 6 ans, 9 mois et 9 jours | aucun                                                        | Philippe IV (Philippe V d'Espagne) (16 novembre 1700 - 13 août 1708) |
|          | Louis    | fils                | 25 août 1707 sa naissance               | 13 août 1708 avènement de Charles III | 11 mois et 19 jours      | Charles son oncle                                            | Philippe IV (Philippe V d'Espagne) (16 novembre 1700 - 13 août 1708) |

### Maison de Habsbourg (1708-1720)
| Héritier                                                 | Héritier                         | Parenté avec le roi | Devient héritier                    | Cesse d'être héritier                         | Durée                      | 2e dans l'ordre de succession parenté avec l'héritier, dates | Roi dates de règne                                                        |
| Portrait                                                 | Nom                              | Parenté avec le roi | Devient héritier                    | Cesse d'être héritier                         | Durée                      | 2e dans l'ordre de succession parenté avec l'héritier, dates | Roi dates de règne                                                        |
| -------------------------------------------------------- | -------------------------------- | ------------------- | ----------------------------------- | --------------------------------------------- | -------------------------- | ------------------------------------------------------------ | ------------------------------------------------------------------------- |
|                                                          | Joseph, empereur du Saint-Empire | frère               | 13 août 1708 avènement de son frère | 17 avril 1711 son décès                       | 2 ans, 8 mois et 4 jours   | Marie-Josèphe sa fille                                       | Charles III (Charles VI du Saint-Empire) (13 août 1708 - 17 février 1720) |
|                                                          | Marie-Josèphe                    | nièce               | 17 avril 1711 décès de son père     | 13 avril 1716 naissance de son cousin         | 4 ans, 11 mois et 27 jours | Marie-Amélie sa sœur                                         | Charles III (Charles VI du Saint-Empire) (13 août 1708 - 17 février 1720) |
|                                                          | Léopold Jean                     | fils                | 13 avril 1716 sa naissance          | 4 novembre 1716 son décès                     | 6 mois et 22 jours         | Marie-Josèphe sa cousine                                     | Charles III (Charles VI du Saint-Empire) (13 août 1708 - 17 février 1720) |
|                                                          | Marie-Josèphe                    | nièce               | 4 novembre 1716 décès de son cousin | 13 mai 1717 naissance de sa cousine           | 6 mois et 9 jours          | Marie-Amélie sa sœur                                         | Charles III (Charles VI du Saint-Empire) (13 août 1708 - 17 février 1720) |
|                                                          | Marie-Thérèse                    | fille               | 13 mai 1717 sa naissance            | 17 février 1720 avènement de Victor-Amédée II | 2 ans, 9 mois et 4 jours   | Marie-Josèphe sa cousine (13 mai 1717 - 14 septembre 1718)   | Charles III (Charles VI du Saint-Empire) (13 août 1708 - 17 février 1720) |
| Marie-Anne sa sœur (14 septembre 1718 - 17 février 1720) | Marie-Thérèse                    | fille               | 13 mai 1717 sa naissance            | 17 février 1720 avènement de Victor-Amédée II | 2 ans, 9 mois et 4 jours   |                                                              | Charles III (Charles VI du Saint-Empire) (13 août 1708 - 17 février 1720) |

### Maison de Savoie (1720-1861)
| Héritier                                                                         | Héritier                                                       | Parenté avec le roi | Devient héritier                       | Cesse d'être héritier                     | Durée                       | 2e dans l'ordre de succession parenté avec l'héritier, dates                  | Roi dates de règne                                        |
| Portrait                                                                         | Nom                                                            | Parenté avec le roi | Devient héritier                       | Cesse d'être héritier                     | Durée                       | 2e dans l'ordre de succession parenté avec l'héritier, dates                  | Roi dates de règne                                        |
| -------------------------------------------------------------------------------- | -------------------------------------------------------------- | ------------------- | -------------------------------------- | ----------------------------------------- | --------------------------- | ----------------------------------------------------------------------------- | --------------------------------------------------------- |
|                                                                                  | Charles-Emmanuel, prince de Piémont futur Charles-Emmanuel III | fils                | 17 février 1720 avènement de son père  | 3 septembre 1730 son avènement            | 10 ans, 6 mois et 17 jours  | Victor-Amédée, prince de Carignan son cousin (17 février 1720 - 7 mars 1723)  | Victor-Amédée II (17 février 1720 - 3 septembre 1730)     |
| Victor-Amédée, duc d'Aoste son fils (7 mars 1723 - 11 août 1725)                 | Charles-Emmanuel, prince de Piémont futur Charles-Emmanuel III | fils                | 17 février 1720 avènement de son père  | 3 septembre 1730 son avènement            | 10 ans, 6 mois et 17 jours  |                                                                               | Victor-Amédée II (17 février 1720 - 3 septembre 1730)     |
| Victor-Amédée, prince de Carignan son cousin (11 août 1725 - 26 juin 1726)       | Charles-Emmanuel, prince de Piémont futur Charles-Emmanuel III | fils                | 17 février 1720 avènement de son père  | 3 septembre 1730 son avènement            | 10 ans, 6 mois et 17 jours  |                                                                               | Victor-Amédée II (17 février 1720 - 3 septembre 1730)     |
| Victor-Amédée son fils (26 juin 1726 - 3 septembre 1730)                         | Charles-Emmanuel, prince de Piémont futur Charles-Emmanuel III | fils                | 17 février 1720 avènement de son père  | 3 septembre 1730 son avènement            | 10 ans, 6 mois et 17 jours  |                                                                               | Victor-Amédée II (17 février 1720 - 3 septembre 1730)     |
|                                                                                  | Victor-Amédée, prince de Piémont futur Victor-Amédée III       | fils                | 3 septembre 1730 avènement de son père | 20 février 1773 son avènement             | 42 ans, 5 mois et 17 jours  | Victor-Amédée, prince de Carignan son cousin (3 septembre 1730 - 17 mai 1731) | Charles-Emmanuel III (3 septembre 1730 - 20 février 1773) |
| Emmanuel-Philibert, duc d'Aoste son frère (17 mai 1731 - 23 avril 1735)          | Victor-Amédée, prince de Piémont futur Victor-Amédée III       | fils                | 3 septembre 1730 avènement de son père | 20 février 1773 son avènement             | 42 ans, 5 mois et 17 jours  |                                                                               | Charles-Emmanuel III (3 septembre 1730 - 20 février 1773) |
| Victor-Amédée, prince de Carignan son cousin (23 avril 1735 - 1er décembre 1738) | Victor-Amédée, prince de Piémont futur Victor-Amédée III       | fils                | 3 septembre 1730 avènement de son père | 20 février 1773 son avènement             | 42 ans, 5 mois et 17 jours  |                                                                               | Charles-Emmanuel III (3 septembre 1730 - 20 février 1773) |
| Charles-François, duc d'Aoste son demi-frère (1er décembre 1738 - 25 mars 1745)  | Victor-Amédée, prince de Piémont futur Victor-Amédée III       | fils                | 3 septembre 1730 avènement de son père | 20 février 1773 son avènement             | 42 ans, 5 mois et 17 jours  |                                                                               | Charles-Emmanuel III (3 septembre 1730 - 20 février 1773) |
| Benoît, duc de Chablais son demi-frère (25 mars 1745 - 24 mai 1751)              | Victor-Amédée, prince de Piémont futur Victor-Amédée III       | fils                | 3 septembre 1730 avènement de son père | 20 février 1773 son avènement             | 42 ans, 5 mois et 17 jours  |                                                                               | Charles-Emmanuel III (3 septembre 1730 - 20 février 1773) |
| Charles-Emmanuel son fils (24 mai 1751 - 20 février 1773)                        | Victor-Amédée, prince de Piémont futur Victor-Amédée III       | fils                | 3 septembre 1730 avènement de son père | 20 février 1773 son avènement             | 42 ans, 5 mois et 17 jours  |                                                                               | Charles-Emmanuel III (3 septembre 1730 - 20 février 1773) |
|                                                                                  | Charles-Emmanuel, prince de Piémont futur Charles-Emmanuel IV  | fils                | 20 février 1773 avènement de son père  | 16 octobre 1796 son avènement             | 23 ans, 7 mois et 26 jours  | Victor-Emmanuel, duc d'Aoste son frère                                        | Victor-Amédée III (20 février 1773 - 16 octobre 1796)     |
|                                                                                  | Victor-Emmanuel, duc d'Aoste futur Victor-Emmanuel Ier         | frère               | 16 octobre 1796 avènement de son frère | 4 juin 1802 son avènement                 | 5 ans, 7 mois et 19 jours   | Charles-Emmanuel son fils (16 octobre 1796 - 9 août 1799)                     | Charles-Emmanuel IV (16 octobre 1796 - 4 juin 1802)       |
| Maurice, duc de Montferrat son frère (9 août - 1er septembre 1799)               | Victor-Emmanuel, duc d'Aoste futur Victor-Emmanuel Ier         | frère               | 16 octobre 1796 avènement de son frère | 4 juin 1802 son avènement                 | 5 ans, 7 mois et 19 jours   |                                                                               | Charles-Emmanuel IV (16 octobre 1796 - 4 juin 1802)       |
| Charles-Félix, marquis de Suse son frère (1er septembre 1799 - 4 juin 1802)      | Victor-Emmanuel, duc d'Aoste futur Victor-Emmanuel Ier         | frère               | 16 octobre 1796 avènement de son frère | 4 juin 1802 son avènement                 | 5 ans, 7 mois et 19 jours   |                                                                               | Charles-Emmanuel IV (16 octobre 1796 - 4 juin 1802)       |
|                                                                                  | Charles-Félix, marquis de Suse futur Charles-Félix             | frère               | 4 juin 1802 avènement de son frère     | 12 mars 1821 son avènement                | 18 ans, 9 mois et 8 jours   | Joseph, comte d'Asti son frère (4 juin - 29 octobre 1802)                     | Victor-Emmanuel Ier (4 juin 1802 - 12 mars 1821)          |
| Benoît, duc de Chablais son oncle (29 octobre 1802 - 4 janvier 1808)             | Charles-Félix, marquis de Suse futur Charles-Félix             | frère               | 4 juin 1802 avènement de son frère     | 12 mars 1821 son avènement                | 18 ans, 9 mois et 8 jours   |                                                                               | Victor-Emmanuel Ier (4 juin 1802 - 12 mars 1821)          |
| Charles-Albert, prince de Carignan son cousin (4 janvier 1808 - 12 mars 1821)    | Charles-Félix, marquis de Suse futur Charles-Félix             | frère               | 4 juin 1802 avènement de son frère     | 12 mars 1821 son avènement                | 18 ans, 9 mois et 8 jours   |                                                                               | Victor-Emmanuel Ier (4 juin 1802 - 12 mars 1821)          |
|                                                                                  | Charles-Albert, prince de Carignan futur Charles-Albert        | cousin              | 12 mars 1821 avènement de son cousin   | 27 avril 1831 son avènement               | 10 ans, 1 mois et 15 jours  | Victor-Emmanuel son fils                                                      | Charles-Félix (12 mars 1821 - 27 avril 1831)              |
|                                                                                  | Victor-Emmanuel, prince de Piémont futur Victor-Emmanuel II    | fils                | 27 avril 1831 avènement de son père    | 23 mars 1849 son avènement                | 17 ans, 10 mois et 24 jours | Ferdinand, duc de Gênes son frère (27 avril 1831 - 14 mars 1844)              | Charles-Albert (27 avril 1831 - 23 mars 1849)             |
| Humbert son fils (14 mars 1844 - 23 mars 1849)                                   | Victor-Emmanuel, prince de Piémont futur Victor-Emmanuel II    | fils                | 27 avril 1831 avènement de son père    | 23 mars 1849 son avènement                | 17 ans, 10 mois et 24 jours |                                                                               | Charles-Albert (27 avril 1831 - 23 mars 1849)             |
|                                                                                  | Humbert, prince de Piémont futur Humbert Ier                   | fils                | 23 mars 1849 avènement de son père     | 17 mars 1861 création du royaume d'Italie | 11 ans, 11 mois et 22 jours | Amédée, duc d'Aoste son frère                                                 | Victor-Emmanuel II (23 mars 1849 - 17 mars 1861)          |